# 由利本荘市総合体育館

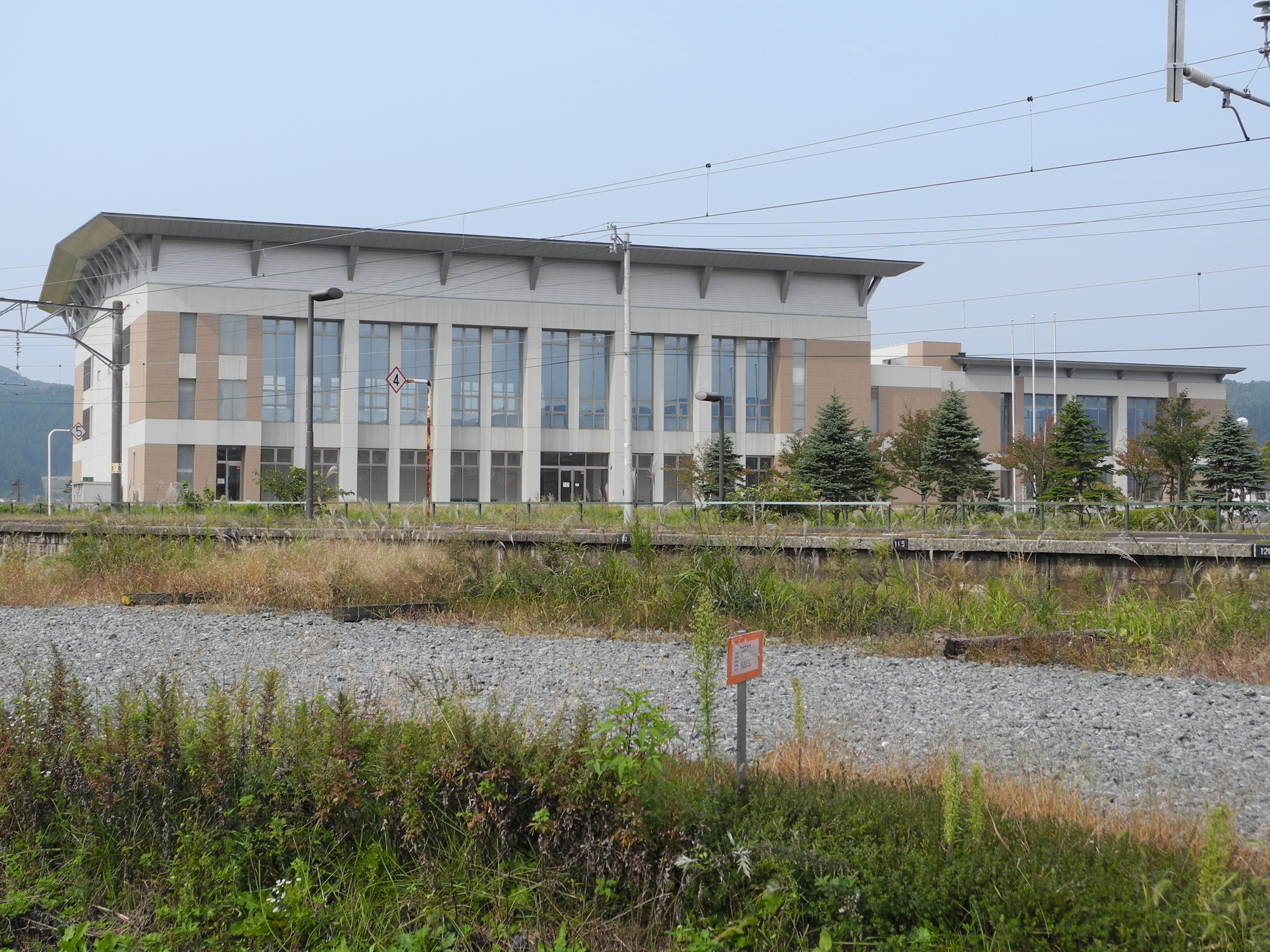
羽越本線羽後岩谷駅を挟んで体育館全景

由利本荘市総合体育館（ゆりほんじょうしそうごうたいいくかん）は、秋田県由利本荘市にある総合体育館。

## 概要
旧大内町によって整備されたぽぽろ健康運動公園エリアに所在して大内町時代の2004年（平成16年）1月に着工。
2005年（平成17年）7月30日に由利本荘市総合体育館としてオープンした。
2007年（平成19年）の秋田わか杉国体では銃剣道競技の会場として使用。
2008年（平成20年）10月には当体育館を会場としてローラーホッケー女子世界選手権大会が開催された。
2010年より日本プロバスケットボールリーグ（bjリーグ）に所属する秋田ノーザンハピネッツのホームゲームも行われていて、2010-2011シーズンは浜松・東三河フェニックス戦、2011-2012シーズンは岩手ビッグブルズ戦を開催した。勝敗は浜松戦2敗、岩手戦2勝の2勝2敗となっている。

## 施設

### メインアリーナ
- 面積：1,596m2 (42m×38m)
- 収容人数：合計540人（常設）
- 使用種目：バレーボール2面、バスケットボール2面、バドミントン8面、フットサル2面、卓球24台、柔道2面、その他

### サブアリーナ
- 面積：550m2 (27.5m×20m)
- バレーボール1面、バスケットボール1面、バドミントン2面、卓球8台、柔道2面、その他

### スポーツ広場
- 屋外に芝生のピッチが整備されている。フットサル用ゴール一組を常設。
- 面積：4635.5m2 (73m×63.5m)

また、隣接して東屋とスケートボード広場が整備されている。

## 周辺
- 羽後岩谷駅
- 道の駅おおうち
- はーとぽーと館 - 飲食店および農産物直売所
- 出羽伝承館
- 大内総合交流ターミナル ぽぽろっこ - 温泉施設「楠の湯」が整備されている。

## 交通アクセス
- JR羽後岩谷駅より徒歩5分。
- 日本海東北自動車道大内インターを降り、出口を左折してすぐ。